# Agrotis incognita
Agrotis incognita là một loài bướm đêm trong họ Noctuidae.